# Thế giới ngược
Thế giới ngược (tựa tiếng Anh: Upside Down; tiếng Pháp: Un monde à l'envers) là một phim lãng mạn kỳ ảo của Canada-Pháp năm 2012 do Juan Diego Solanas đạo diễn kiêm viết kịch bản. Phim có sự tham gia của Jim Sturgess và Kirsten Dunst.